# ベルナルダン・ムングル・ディアカ
ベルナルダン・ムングル・ディアカ（フランス語: Bernardin Mungul Diaka、1933年11月12日 - 1999年6月3日）は、コンゴ共和国及びザイールの外交官、政治家。

## 経歴
1933年11月12日に生まれた。1960年にパトリス・ルムンバ国防相の監督としてスタートした。ムングル・ディアカは1962年2月にパルティ・ソリダール・アフリケーヌの代表となった。選出されたクウィル州政府の議員として計画大臣を務めたが、不信任決議によりその地位を失い、その後1965年にクウィル州の代議士に就任した。
1965年のモブツによる第2次クーデター後、1967年にベルギーと欧州経済共同体への駐在公使に任命される。その後、国民教育大臣、民衆革命運動執行委員会委員、高等教育大臣など、重要な行政官を歴任し、1991年11月1日から1991年11月25日までザイールの首相であった。彼はモブツ・セセ・セコによって任命され、穏健派とみなされた。1992年から1996年までキンシャサ州知事も務めた。